# Harry Potter e il prigioniero di Azkaban
Harry Potter e il prigioniero di Azkaban (titolo originale in inglese: Harry Potter and the Prisoner of Azkaban) è il terzo romanzo della saga urban fantasy Harry Potter, scritta da J. K. Rowling e ambientata principalmente nell'immaginario Mondo magico durante gli anni novanta del XX secolo.
Ideato proprio nei primi anni novanta, Harry Potter e il Prigioniero di Azkaban fu pubblicato nel 1999 nel Regno Unito. In Italia è stato pubblicato da Adriano Salani nel marzo 2000, con traduzione di Beatrice Masini e illustrazioni di Serena Riglietti.
Tradotto in 77 lingue, resta una delle più popolari opere letterarie del XX secolo.
Nel 2004 ne è stato tratto un adattamento cinematografico distribuito da Warner Bros. e diretto da Alfonso Cuarón, che ha incassato 807 milioni di dollari al botteghino mondiale.

## Trama
Durante le vacanze estive Harry, con una magia, fa accidentalmente gonfiare il corpo di Marge Dursley, la sorella di suo zio Vernon, che lo aveva ripetutamente umiliato e insultato fino a fargli perdere il controllo dei suoi poteri. Il ragazzo è quindi costretto a scappare dalla casa dei Dursley, preoccupato in quanto usare la magia fuori dalla scuola è un grave reato per i maghi minorenni, e lungo la strada si imbatte in un grosso cane nero che sembra osservarlo insistentemente. Spaventato, Harry cade sul marciapiede e punta casualmente la bacchetta verso il ciglio della strada: così facendo fa arrivare il Nottetempo, un autobus magico, sul quale sale e che lo conduce fino a Londra. Sull'autobus, il ragazzo sente parlare di una notizia che sta spopolando nel mondo magico: Sirius Black, un pericoloso criminale, è evaso da Azkaban, la prigione dei maghi, dove era stato imprigionato per aver ucciso tredici persone, ed ora è in circolazione, a piede libero. Harry scende al Paiolo Magico, un locale per soli maghi, dove trova il Ministro della Magia in persona, Cornelius Caramell, ad attenderlo. Il Ministro, stranamente, non lo punisce e non lo rimprovera per quello che è successo alla zia, anzi sembra sollevato di averlo trovato e lo prega di restare al Paiolo Magico fin quando non rientrerà a scuola.
Pochi giorni prima del ritorno ad Hogwarts, arrivano al Paiolo Magico Ron, con tutta la famiglia al seguito, ed Hermione, i suoi due migliori amici. Ascoltando di nascosto una conversazione tra i signori Weasley, Harry scopre che il criminale evaso da Azkaban, Black, gli sta dando la caccia.
Durante il viaggio per Hogwarts, il treno scolastico si ferma all’improvviso e nello scompartimento dei tre amici appare una creatura altissima, incappucciata e avvolta in un lungo mantello nero, al cui passaggio l'ambiente diventa stranamente buio, freddo e desolante e le persone sembrano provare solo emozioni tristi. A causa della presenza della creatura e delle sensazioni che essa gli fa provare, Harry perde conoscenza e sviene. Al suo risveglio, il professor Remus Lupin, il nuovo insegnante di Difesa contro le Arti Oscure, che si trovava con i ragazzi a bordo del treno e ha scacciato la creatura, rivela che essa era un Dissennatore, una delle guardie della prigione di Azkaban, che perlustrava il treno per controllare che Black non fosse a bordo su ordine del Ministero della Magia.
A scuola sono previste nuove materie, tra cui Divinazione, materia trattata dalla professoressa Sibilla Cooman, e Cura delle Creature Magiche, che viene insegnata da Rubeus Hagrid, il quale ha assunto proprio quell'anno il ruolo di docente in aggiunta al suo lavoro come guardiacaccia. Al terzo anno, inoltre, agli studenti sono concesse alcune gite ad Hogsmeade, un villaggio poco lontano da Hogwarts che è l'unico centro di tutto il Regno Unito abitato da soli maghi, alle quali però Harry non può partecipare essendo sprovvisto del permesso firmato da un tutore. Durante una di queste visite Black entra nel castello ed aggredisce il ritratto della Signora Grassa, la custode della sala comune di Grifondoro, senza lasciare però traccia di sé.

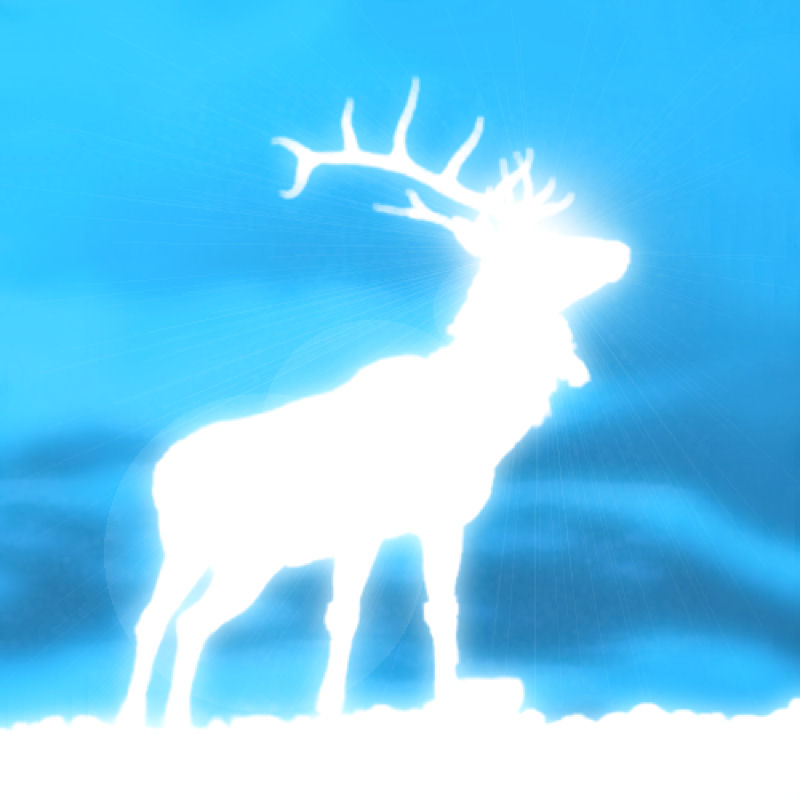
La forma del Patronus di Harry Potter

Nel corso della prima lezione di Cura delle Creature Magiche, Hagrid mostra agli alunni un ippogrifo di nome Fierobecco, che ferisce al braccio destro Draco Malfoy, poiché quest’ultimo lo aveva offeso, nonostante Hagrid avesse avvertito gli studenti che gli ippogrifi sono creature estremamente suscettibili ed orgogliose. A causa di questo episodio, in cui Draco esagera la gravità dell'infortunio, Fierobecco viene accusato di essere pericoloso e condannato a morte dal Ministero della Magia sotto pressione del padre di Draco.
Il giorno di una successiva visita ad Hogsmeade, Harry riceve in dono dai gemelli Weasley, fratelli maggiori di Ron, la Mappa del Malandrino, sulla quale si possono osservare i movimenti di tutte le persone all'interno di Hogwarts e vedere i passaggi segreti del castello, uno dei quali lo porta ad Hogsmeade. Arrivato nel villaggio di nascosto e usando il Mantello dell'Invisibilità, Harry origlia una conversazione tra gli insegnanti di Hogwarts e il Ministro della Magia al pub Tre Manici di Scopa, scoprendo una cosa veramente orribile: ai tempi in cui studiava a Hogwarts, Black era il migliore amico di suo padre James Potter ed era stato designato come custode segreto dell'Incanto Fidelius, l'incantesimo di protezione che rendeva invisibile e irraggiungibile la casa dei Potter. Successivamente, però, Black tradì i suoi amici, rivelando ai Mangiamorte, i seguaci di Lord Voldemort, l'ubicazione della casa, ed inoltre, nella notte in cui i genitori di Harry morirono, uccise e fece a pezzi anche Peter Minus, un altro amico suo e dei Potter, di cui venne ritrovato solamente un dito. Per questo motivo, Black fu catturato e rinchiuso ad Azkaban. Harry scopre inoltre che Black è il suo padrino, cosa che ovviamente fa nascere in lui un forte desiderio di vendetta. A Natale Harry, che aveva danneggiato la sua scopa volante cadendo durante una partita di quidditch a causa dell'attacco di un Dissennatore, riceve in dono una Firebolt, la scopa da competizione più lussuosa e veloce mai prodotta, ma Hermione, notando che essa è stata inviata in anonimato, sospetta che sia stata inviata da Black e riferisce la cosa alla professoressa McGranitt, che confisca la scopa per oltre un mese per controllare se essa contenga delle maledizioni, quindi sia Harry che Ron se la prendono con Hermione per aver fatto la spia.
Qualche giorno dopo, Ron non trova più il suo topo Crosta e incolpa il gatto di Hermione, Grattastinchi, di averlo mangiato, avendo trovato dei peli di gatto arancioni sotto il letto e delle macchie di sangue sulle lenzuola, causando di nuovo tensione tra i due. Harry, intanto, non volendo avere altre spiacevoli esperienze con i Dissennatori, riceve delle lezioni private dal professor Lupin, che gli insegna l'unico espediente in grado di respingerli, l'Incanto Patronus, un incantesimo estremamente avanzato basato sul concentrarsi su ricordi felici, imparando ad usarlo in forma incorporea (producendo una nebbiolina argentea). Dopo l'esame di Divinazione con la professoressa Cooman, Harry assiste a un'affidabile profezia della professoressa, che dichiara che Voldemort sta per risorgere, e sarà aiutato dal suo servo che era rimasto in catene per dodici anni.
Il giorno dell'esecuzione di Fierobecco Harry, Ron ed Hermione si recano a casa di Hagrid per confortarlo e, mentre Hermione è intenta a preparare il tè, Hagrid ritrova Crosta, nascosto in una bottiglia di latte, e lo riconsegna a Ron. Subito dopo, però, giunge sul posto Silente, accompagnato dal boia di Fierobecco e dal Ministro della Magia, perciò i tre ragazzi vanno via senza farsi notare uscendo dalla porta sul retro. Di ritorno al castello, Crosta fugge nuovamente dalle mani di Ron e, nello stesso istante, compare un grosso cane nero che i ragazzi associano al Gramo, considerato un presagio di morte nel mondo dei maghi. Il cane trascina Ron attraverso un passaggio situato sotto il Platano Picchiatore. Anche Harry ed Hermione, dopo una lotta con il Platano Picchiatore nel quale rimangono feriti, entrano nel passaggio, che si scopre arrivare fino alla Stamberga Strillante, casa abbandonata situata ad Hogsmeade e presumibilmente infestata dai fantasmi. I tre amici, Harry, Hermione e Ron, si riuniscono in una stanza della Stamberga Strillante e qui scoprono che in realtà il cane nero è Sirius Black sotto forma di animagus. Nello stesso istante sul posto giunge anche il professor Lupin, che si schiera dalla parte di Sirius. Mentre i due uomini stanno per svelare la loro storia ai tre ragazzi, sempre più spaventati, irrompe nella stanza anche Piton, che disarma Black per riportarlo al castello e consegnarlo ai Dissennatori. Piton tuttavia viene neutralizzato e fatto svenire da Harry, che vuole ascoltare le ragioni di Lupin e Sirius.
Harry scopre così che Sirius Black, Remus Lupin, James Potter e Peter Minus erano grandi amici ai tempi della scuola e che avevano fondato un gruppo illegale e non dichiarato di animagi per proteggere Lupin, che è in realtà un lupo mannaro, creatura molto malvista nella comunità magica. I quattro, assieme, avevano disegnato la Mappa del Malandrino sotto pseudonimi ispirati alle loro sembianze come animali: Felpato (Sirius), Lunastorta (Remus), Codaliscia (Peter) e Ramoso (James). Sirius rivela inoltre che Crosta, il topo di Ron, è in realtà Peter Minus, vissuto per tredici anni con la famiglia Weasley. Si scopre così che era Minus il vero custode dell'Incanto Fidelius dei Potter, quindi fu lui a tradire Lily e James per poi incolpare di ciò Sirius, il quale fu quindi incarcerato da innocente. A questo punto Sirius e Lupin tentano di uccidere Peter, ma Harry li convince a risparmiargli la vita a patto che venga rinchiuso ad Azkaban. Mentre il gruppo si avvia nuovamente verso Hogwarts, spunta la luna piena e Lupin si trasforma in lupo mannaro. Minus ne approfitta per fuggire trasformandosi nuovamente in topo e Sirius si trasforma a sua volta in cane per cercare di placare Lupin. Dopo una lotta furiosa tra i due, avendo perso di vista il lupo mannaro, Sirius, Harry ed Hermione si ritrovano da soli nella Foresta Proibita, dove vengono circondati dai Dissennatori. Hermione e Sirius svengono mentre Harry cerca di combattere le guardie di Azkaban. Un attimo prima che attacchino Black, i Dissennatori vengono allontanati da un Patronus corporeo a forma di cervo, incantesimo evocato da una figura che Harry vede di sfuggita sull'opposta riva del lago prima di perdere i sensi e che crede essere suo padre.
Harry ed Hermione si risvegliano qualche ora dopo in infermeria e scoprono che Sirius, a causa della fuga di Minus, non può essere discolpato ed è stato per questo motivo imprigionato in attesa dell’arrivo di altri Dissennatori, pronti per eseguire il "bacio" (ossia succhiargli via l'anima, rendendolo un corpo vivo ma vuoto e privo di sentimenti, condizione peggiore anche della morte).
Quando tutto sembra perduto, Silente suggerisce ad Hermione di usare la sua Giratempo, un oggetto che permette di viaggiare indietro nel tempo con il quale Hermione era riuscita a frequentare tutte le lezioni extra durante quell'anno scolastico. Attraverso la Giratempo, Hermione ed Harry riescono a liberare Fierobecco e, con il Patronus evocato da Harry, a salvare Sirius dai Dissennatori. Harry, di conseguenza, realizza che il Patronus che aveva visto era stato evocato dal sé stesso del futuro, non da suo padre. Alla fine, Sirius vola via con Fierobecco salutando Harry e ringraziando lui ed Hermione per avergli salvato la vita.
La fine dell'anno scolastico vede anche le dimissioni del professor Remus Lupin, che pur essendo un docente molto capace è costretto a lasciare Hogwarts a causa delle proteste dei genitori, in quanto Piton, per vendetta, ha rivelato la sua natura di lupo mannaro a tutta la scuola. Sirius, anche se si è dato alla macchia, riesce a mettersi in contatto con Harry mentre quest’ultimo sta tornando a casa da scuola per le vacanze estive e, oltre a regalare un gufetto di nome Leotordo a Ron, come compenso per avergli fatto perdere il suo animale domestico, Crosta, dice a Harry che era stato lui a inviargli la Firebolt a Natale, confermando la teoria di Hermione, e gli invia un permesso firmato da lui stesso per permettergli di visitare Hogsmeade, in quanto Sirius è il suo padrino e quindi suo tutore.

## Capitoli
1. Posta via gufo (Owl Post)
2. Il grosso errore di zia Marge (Aunt Marge's Big Mistake)
3. Il Nottetempo (The Knight Bus)
4. Il Paiolo Magico (The Leaky Cauldron)
5. Il Dissennatore (The Dementor)
6. Artigli e foglie di tè (Talons and Tea Leaves)
7. Il Molliccio nell'armadio (The Boggart in the Wardrobe)
8. La fuga della Signora Grassa (Flight of the Fat Lady)
9. Una grama sconfitta (Grim Defeat)
10. La Mappa del Malandrino (The Marauder's Map)
11. La Firebolt (The Firebolt)
12. Il Patronus (The Patronus)
13. Grifondoro contro Corvonero (Gryffindor versus Ravenclaw)
14. L'ira di Piton (Snape's Grudge)
15. La finale di Quidditch (The Quidditch Final)
16. La profezia della professoressa Cooman (Professor Trelawney's Prediction)
17. Gatto, topo e cane (Cat, Rat and Dog)
18. Lunastorta, Codaliscia, Felpato e Ramoso (Moony, Wormtail, Padfoot and Prongs)
19. Il servo di Voldemort (The Servant of Lord Voldemort)
20. Il bacio dei Dissennatori (The Dementors' Kiss)
21. Il segreto di Hermione (Hermione's secret)
22. Ancora posta via gufo (Owl Post again)

### Personaggi introdotti
- Sirius Black, evaso da Azkaban, padrino di Harry, è un Animagus: si trasforma in un cane. In realtà, Black era già stato precedentemente menzionato da Hagrid nel primo capitolo de La pietra filosofale.
- James Potter, padre di Harry, anche lui Animagus: si trasforma in cervo.
- Remus Lupin, insegnante di Difesa contro le Arti Oscure, è un lupo mannaro.
- Peter Minus, Animagus: si trasforma in topo, nel caso particolare Crosta, animale domestico di Ron Weasley, ha ricevuto l'ordine di Merlino di prima classe per aver affrontato Sirius Black.
- Cedric Diggory, cercatore di Tassorosso, un ragazzo gentile, leale e disponibile, sebbene avversario di Harry nel Quidditch. Avrà un ruolo importante ne Il calice di fuoco.
- Cho Chang, cercatrice di Corvonero, di cui Harry si innamora. Avrà un ruolo importante ne L'Ordine della Fenice.
- Fierobecco è un ippogrifo, portato a lezione da Rubeus Hagrid, colpisce Malfoy e viene accusato di essere una bestia pericolosa e viene condannato a morte dal Ministero della Magia.
- I Dissennatori sono i carcerieri di Azkaban: il loro bacio succhia via l'anima.
- Stan Picchetto, bigliettaio del Nottetempo.
- Ernie Urto, autista del Nottetempo.
- Sibilla Cooman, insegnante di Divinazione di Hogwarts.
- Madama Rosmerta, proprietaria del pub "I tre manici di scopa".

### Oggetti introdotti
- Nottetempo è il mezzo di trasporto per maghi e streghe in difficoltà. È un pullman a tre piani, di notte è arredato con una serie di letti, di giorno con sedie. Per utilizzarlo basta estrarre la bacchetta, puntarla verso la strada e il Nottetempo comparirà.
- Giratempo è uno strumento che permette di tornare indietro nel tempo. È estremamente pericoloso, e il suo utilizzo è concesso solo dal Ministero della Magia al quale Hermione si era appositamente rivolta.
- La mappa del malandrino, creata da James Potter, Sirius Black, Peter Minus e Remus Lupin, quando erano studenti. Mostra tutte le persone presenti nel complesso della scuola, anche quelle trasfigurate, e tutti i sette passaggi segreti. La mappa non mostra però la stanza delle necessità e nemmeno chi si trova al suo interno. La mappa mostra anche i fantasmi.
- La scopa Firebolt, la nuova scopa di Harry regalatagli da Sirius Black a seguito della distruzione della sua Nimbus 2000.

### Luoghi introdotti
- Hogsmeade è un villaggio di soli maghi. Agli studenti di Hogwarts è permesso visitarlo dal terzo anno in su con il permesso dei genitori o tutori legali. In questo villaggio si trovano molti negozi e bar come l'Emporio di scherzi di Zonko, i Tre Manici di Scopa, Mielandia e il pub La Testa di Porco.

## Versione cinematografica
Da questo libro è stata tratta una versione cinematografica uscita nei primi giorni del giugno 2004 (sia in America che in Italia), diretta dal messicano Alfonso Cuarón (che prende il posto del regista Chris Columbus, regista delle prime due).